# Арапетов, Иван Павлович
Иван Павлович Арапетов (1813—1887) — один из видных российских деятелей эпохи освобождения крестьян из крепостного рабства.

## Биография
Родился в 1811 году в семье генерал-майора Русской императорской армии (армянина по национальности) Павла Ивановича Арапетова (1780—1853), мелкопоместного дворянина Тульской губернии. Двоюродный брат И. Д. Делянова; племянник Ивана Ивановича Арапетова (1776—1846), тульского губернского предводителя дворянства (1838—1844).
Учился в Московском университете на нравственно-политическом отделении, который окончил в 1834 году со степенью действительного студента и в 1835 году получил степень кандидата, а 25 февраля 1836 года поступил на службу.
Служил в 1843—1852 годах в Департаменте железных дорог Главного управления путей сообщения и публичных зданий, занимал должность правителя канцелярии, выслужил в этом ведомстве чин статского советника. Занимая с 1856 года должность директора канцелярии министерства уделов Российской империи в чине действительного статского советника (произведён в чин 26 августа 1856), Арапетов был назначен в 1859 году членом редакционных комиссий под председательством генерал-адъютанта Якова Ивановича Ростовцева по крестьянскому делу от комитета по устройству крестьян разных ведомств и, главным образом, удельных; затем он состоял при Министерстве императорского двора по удельному ведомству; был членом строительной придворной конторы по хозяйственной части и горного совета Министерства финансов. Также работал во и II Отделении Собственной Его Императорского Величества канцелярии.
Произведён в тайные советники 19 апреля 1864 года.
Состоял почётным вольным общником Императорской Академии художеств (1854—1875), членом Императорского русского географического общества.
Иван Павлович Арапетов находился в дружеских отношениях с Иваном Тургеневым, Константином Кавелиным, Александром Дружининым, Иваном Панаевым, Василием Боткиным и другими литераторами 1840-х гг. Принадлежал к кружку либералов, подготовивших и проведших в жизнь крестьянскую реформу в России.
Был награждён орденами Св. Станислава 1-й степени (1858) и Св. Анны 1-й степени (1861; императорская корона к ордену в 1866); последней наградой был орден Св. Владимира 2-й степени, полученный им в 1868 году.
Перу Арапетова принадлежит статья: «Состояние земледельческого класса в Ирландии», помещенная в «Отечественных записках» в 1841 году (кн. 5). Кроме того, под его редакциею издана десятая книга «Записок Императорского Русского географического общества» (Санкт-Петербург, 1855 год).
Умер в Санкт-Петербурге в чине тайного советника 29 мая (10 июня) 1887 года. Похоронен на Смоленском армянском кладбище.